# Basses de la pedrera de Mas Vern
La zona humida Basses de la pedrera de Mas Vern està formada per unes basses originades com a resultat d'una activitat extractiva, en un turó basàltic. Hi queda inclosa també una altra bassa temporal situada a la base del turó, a la zona de desguàs de les aigües.
La vegetació aquàtica és formada per lliri groc (Iris pseudacorus), jonc d'estores (Juncus effusus), Potamogeton sp., ranuncles, etc., que es distribueixen per la zona perimetral de les basses. El bosc de ribera és format per salzes, sargues, om i freixe de fulla petita, que es barregen amb els roures i alzines de la vegetació de l'entorn.
Amb relació a la fauna destaca la presència de tortuga d'estany (Emys orbicularis), així com diverses espècies d'amfibis, com salamandra (Salamandra salamandra), reineta (Hyla meridionalis), granota pintada (Discoglossus pictus), gripau corredor (Epidalea calamita) i tritó verd (Triturus marmoratus). Entre els rèptils, a més de la tortuga d'estany ja esmentada, destaca la presència de serp d'aigua (Natrix maura), sargantaner gros (Psammodromus algirus), serp verda (Malpolon monspessulanus), etc.
La zona està protegida a nivell local com a Reserva Parcial Municipal de Tortugues, declarada per l'Ajuntament de Riudarenes amb el vistiplau de la propietat, l'any 1987. Les basses superiors estan envoltades per una tanca metàl·lica que impedeix el pas de fauna. Cal promoure una bona gestió de l'espai, que eviti l'aïllament de les poblacions de tortuga i les altres espècies de l'herpetofauna que hi són presents.